# Kras (förening)
KRAS står för Kalmars radioamatörsällskap eller Kalmar Radio Amateur Society.
Föreningen grundades 1968 och lades ned den 30 juli 2021.
Dess ändamål var att samla personer, intresserade av radioexperiment på av statliga myndigheter upplåtna frekvensband, att bland medlemmarna verka för ökade tekniska kunskaper och god radiotrafikkultur, att åstadkomma en kår av kunniga sändaramatörer samt att tillvarata dessas intressen. Medlemmarna i KRAS kan bistå med radiosamband i uppkomna nödsituationer eller sköta rapportering vid idrotts- och motortävlingar.